# International Mathematics Research Notices
International Mathematics Research Notices ist eine online erscheinende englischsprachige mathematische Fachzeitschrift, die von der Oxford University Press herausgegeben wird. Ursprünglich war sie seit 1991 von der Duke University Press und der Hindawi Publishing Corporation herausgegeben worden.
Sie ermöglicht die schnelle Publikation von Forschungsarbeiten aus allen Gebieten der Mathematik, die in der Regel nicht länger als 35 Seiten sein sollen.